# Mbebili
Mbebili est une localité du Cameroun située dans la commune de Bafut et le département du Mezam, dans la Région du Nord-Ouest.

## Population
Lors du recensement de 2005, on y a dénombré 1 321 personnes. Il s'agit de 619 hommes et de 702 femmes.

## Situation géographique
Mbebili est situé au sud de la commune de Bafut. C'est l'une des chefferies autonomes de la démarcation traditionnelle communément nommée « Ntare ». Ce qui signifie que le village et ses voisins (Mambu, Mankwi, Mankanikong, Banji et Bawum) sont situés dans la zone de crête de la chefferie supérieure Bafut.

## Politique et administration
Le fondom de Mbebili est occupé depuis plusieurs siècles par une dynastie Tikar. Son ancêtre Aghaanjoo est parti de Ndobo dans le Nord du Cameroun, et s'est installé à Mbebili. Le village était déjà dirigé par un chef local nommé Nebachi. Le chef Tikar procédait à la redistribution de ses biens acquis avec sa population. Ceci a marqué la population locale dont le chef (Nebachi) ne se souciait pas vraiment de la survie. Alors ils ont décidé de le destituer et de donner sa place à Aghaandjoo. Depuis ce temps, la chefferie Mbebili est gérée selon les coutumes Tikar.

## Éducation
Mbebili est doté d'un seul établissement scolaire, il s'agit de l'école publique de Mbebili.